# Langlaufen op de Olympische Winterspelen 2014 - Teamsprint vrouwen
De teamsprint klassieke stijl voor vrouwen tijdens de Olympische Winterspelen 2014 vond plaats op 19 februari 2014 in het Laura langlauf & biatloncentrum in Krasnaja Poljana. Regerend olympisch kampioen was Duitsland, in 2010 werd de teamsprint afgewerkt in de vrije stijl.

## Tijdschema
| Datum       | Lokale tijd | MET   | Ronde        |
| ----------- | ----------- | ----- | ------------ |
| 19 februari | 13:15       | 10:15 | Kwalificatie |
| 19 februari | 15:45       | 12:45 | Finale       |

## Uitslag

### Halve finales
Heat 1
| # | Bib | Land             | Namen                                  | Tijd     | Opm. |
| - | --- | ---------------- | -------------------------------------- | -------- | ---- |
| 1 | 1   | Noorwegen        | Ingvild Flugstad Østberg Marit Bjørgen | 16:43.45 | Q    |
| 2 | 3   | Zweden           | Ida Ingemarsdotter Stina Nilsson       | 16:48.76 | Q    |
| 3 | 2   | Verenigde Staten | Sophie Caldwell Kikkan Randall         | 16:51.36 | LL   |
| 4 | 7   | Zwitserland      | Bettina Gruber Seraina Boner           | 17:02.14 | LL   |
| 5 | 6   | Canada           | Perianne Jones Daria Gaiazova          | 17:09.13 |      |
| 6 | 5   | Frankrijk        | Aurore Jéan Célia Aymonier             | 17:10.07 |      |
| 7 | 4   | Italië           | Ilaria Debertolis Gaia Vuerich         | 17:35.98 |      |
| 8 | 8   | China            | Man Dandan Li Hongxue                  | 17:40.90 |      |
| 9 | 9   | Kazachstan       | Jelena Kolomina Anastassia Slonova     | 17:49.66 |      |

Heat 2
| # | Bib | Land       | Namen                               | Tijd     | Opm. |
| - | --- | ---------- | ----------------------------------- | -------- | ---- |
| 1 | 11  | Finland    | Aino-Kaisa Saarinen Kerttu Niskanen | 16:42.15 | Q    |
| 2 | 13  | Polen      | Sylwia Jaśkowiec Justyna Kowalczyk  | 16:49.43 | Q    |
| 3 | 14  | Rusland    | Anastasia Dotsenko Joelia Ivanova   | 16:49.61 | LL   |
| 4 | 12  | Duitsland  | Stefanie Böhler Denise Herrmann     | 16:58.98 | LL   |
| 5 | 15  | Oostenrijk | Katerina Smutna Teresa Stadlober    | 16:59.50 | LL   |
| 6 | 10  | Slovenië   | Alenka Čebašek Katja Višnar         | 17:00.32 | LL   |
| 7 | 16  | Slowakije  | Alena Procházková Daniela Kotschová | 18:51.94 |      |
|   | 17  | Oekraïne   | Marina Lisogor Kateryna Serdjoek    | DNS      |      |

### Finale
| #      | Bib | Land             | Namen                                  | Tijd     | Verschil |
| ------ | --- | ---------------- | -------------------------------------- | -------- | -------- |
| Goud   | 1   | Noorwegen        | Ingvild Flugstad Østberg Marit Bjørgen | 16:04.05 | —        |
| Zilver | 11  | Finland          | Aino-Kaisa Saarinen Kerttu Niskanen    | 16:13.14 | +9.09    |
| Brons  | 3   | Zweden           | Ida Ingemarsdotter Stina Nilsson       | 16:23.82 | +19.77   |
| 4      | 12  | Duitsland        | Stefanie Böhler Denise Herrmann        | 16:24.97 | +20.94   |
| 5      | 13  | Polen            | Sylwia Jaśkowiec Justyna Kowalczyk     | 16:35.54 | +31.49   |
| 6      | 14  | Rusland          | Anastasia Dotsenko Joelia Ivanova      | 16:44.91 | +40.86   |
| 7      | 7   | Zwitserland      | Bettina Gruber Seraina Boner           | 16:45.47 | +41.42   |
| 8      | 2   | Verenigde Staten | Sophie Caldwell Kikkan Randall         | 16:48.08 | +44.03   |
| 9      | 15  | Oostenrijk       | Katerina Smutna Teresa Stadlober       | 16:49.16 | +45.11   |
| 10     | 10  | Slovenië         | Alenka Čebašek Katja Višnar            | 16:57.98 | +53.93   |